# Ференц Нопча
Барон Ференц Нопча, також Франц Нопча, Франц Нопча фон Фельшо-Сільваші (3 травня 1877, с. Сечел, нині Румунія — 25 квітня 1933, Відень, Австрія) — австро-угорський та угорський зоолог, палеонтолог, етнограф, політик. Знаний своїми дослідженнями динозаврів у Трансильванії, а також натуралістичними та етнографічними експедиціями в Албанію.
Відкрив фауну карликових динозаврів у Європі та розвинув теорію щодо зменшення розмірів тіла острівних тварин.

## Біографія
Ференц, або Франц, Нопча був старшим сином барона Елека Нопча та його дружини графині Матильди Желенської. Окрім нього подружжя мало сина Елека та дочку Ілону. Батько Елек Нопча служив віцепрезидентом та адміністратором Будапештської опери в 1859—1897 роках. Родина мешкала в замку в селі Сечел поблизу Хацега, хоча мала ще маєток поблизу Нелацвада.
Ференц Нопча навчався в віденській гімназії «Терезіанум». Серед близьких приятелів Ференца був граф Луїс (Людвіг) Драшкович, з яким вони зберігали теплі стосунки аж до ранньої смерті графа. Після отримання абітуру (атестату) 1898 року вступив до Віденського університету.

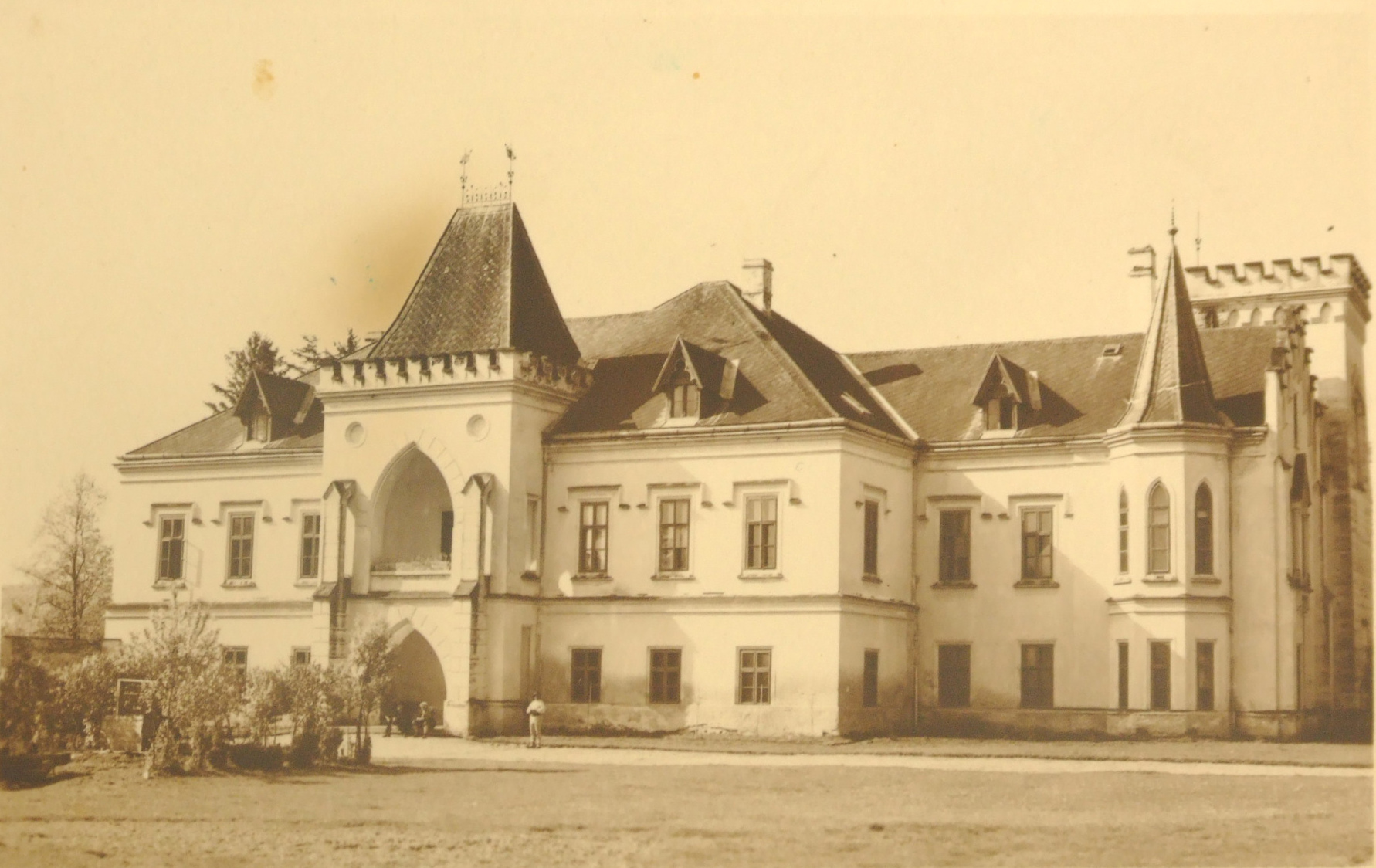
Замок родини Нопча в Сечелі, Трансильванія

У 1895 року сестра Ференца знайшла поблизу родинного помістя в Шентпетерфалві кістки динозаврів. Нопча показав ці знахідки своєму університетському професору Едуарду Зюссу, який вирішив провести розкопки в тому місці. Утім часу в професора не знайшлося, тому він доручив дослідження Ференцу. За результатами розкопок вийшла перша наукова праця Нопчі, яку він доповів у Віденській академії наук 21 червня 1899 року та в якій описав свого першого гадрозаврового динозавра. У лабораторії Зюсса Нопча познайомився з Отеніо Абелем, іншим провідним палеонтологом Європи на початку XX століття. Нопча закінчив Віденський університет 1904 року, одночасно з Луї Долло в Брюсселі, ідеї якого він поважав і розділяв.
1899 року Ференц Нопча здійснив свою першу подорож з Відня на Балкани. Подорожував через Новопазарський Санджак до міст Бусовача, Яйце та Єжево. У подорожі зустрівся з Луїшем Драшковичем, який обрав кар'єру дипломата.
Наступні подорожі до Італії та південної Німеччини 1902 року були пов'язані з дослідженням викопних хребетних у музеях. Нопча відвідав Мілан, Мюнхен, Штутгарт, Тюбінген.
У 1903 році захистив у Віденському університеті дисертацію з геології щодо території навколо родинного маєтку. Як винагороду за успішне навчання він отримав 2000 крон премії від дядька Ференца та на ці гроші організував другу подорож на Балкани. Він дістався Патроса в Греції, звідси до Афін, відвідав узбережжя Коринфської затоки, побував у Салоніках, звідки через Ускуп повернувся до Відня, оскільки восени мав взяти участь у військових навчаннях, як військовий запасу 2-го гусарського полку. Але вже наприкінці осені Нопча вирушив у нову подорож, відвідавши Константинополь, Салоніки й Шкодер, у ході якої зокрема познайомився з Хусейном Хілмі. Це була його перша подорож до північної Албанії, де він зібрав деякі етнографічні та лінгвістичні дані.
У 1904—1905 роках побував у Парижі та Лондоні, працював у Британському музеї.
Улітку 1905 року через Чорногорію дістався Шкодера в Албанії. Проте там він захворів на малярію та був змушений повернутися на батьківщину для лікування. Утім уже восени, трохи одужавши, знову приїхав до Шкодера. Тут турецька влада видала ордер на заборону йому переміщатися по країні. Однак, за допомогою австро-угорського консула Нопча уникнув арешту та вирушивя в гори. Подорожував через Пуке та Мірдіту. Навесні 1906 року він захворів та повертався до Австро-Угорщини через Прізрен, де знову за допомогою консула зміг пройти кордон без паспорта.
У 1906 році в Бухаресті познайомився з 18-річним албанцем Баязидом Додою, якого прийняв своїм особистим секретарем. Згодом у них розвинулося кохання, яке тривало до кінця життя.
У листопаді 1907 року Нопча з Додою прибули до Шкодера на запрошення абата Пренга Дочі, звідки вирушили до селища Каліс у східній Албанії, поблизу Кукеса. Звідти вони планували дістатися рідного села Баязида — Штіровіци. Проте у Калісі їх узяв у полон місцевий бандит Мустафа Літа (алб. Mustafa Lita). Хитрістю Нопча вмовив Літу передати їх турецьким військовим у Призрені. Надалі мандрівники попрямували до Скоп'є, звідки дісталися Штіровіци.
Окрім досліджень геології регіону Нопча зацікавився побутом та культурою албанців. Також він задумав звільнити цей регіон від турків, а також захистити від сербської експансії в інтересах Австро-Угорщини. Мріяв створити незалежну Албанію, королем якої став би він сам. Попри нездійсненність цих планів, збирав інформацію та передавав її австро-угорському уряду, фактично займаючись шпіонажем. Після анексії Боснії і Герцеговини Австро-Угорщиною Нопча разом з австрійським дипломатом Августом Ріттером фон Кралем розробляв плани щодо проголошення незалежної від Османської імперії Албанії, що була б противагою Сербії на Балканах.
Під час Першої світової війни Нопча служив у австро-угорській армії в Косово.
Після приєднання Трансильванії до Румунії 1920 року маєтки родини Нопча були націоналізовані. Ференц Нопча залишився у Відні. У 1920 році Геологічна служба Румунії запропонувала йому членство, але він відмовився. У 1925—1929 роках був директором Королівської геологічної служби Угорщини.

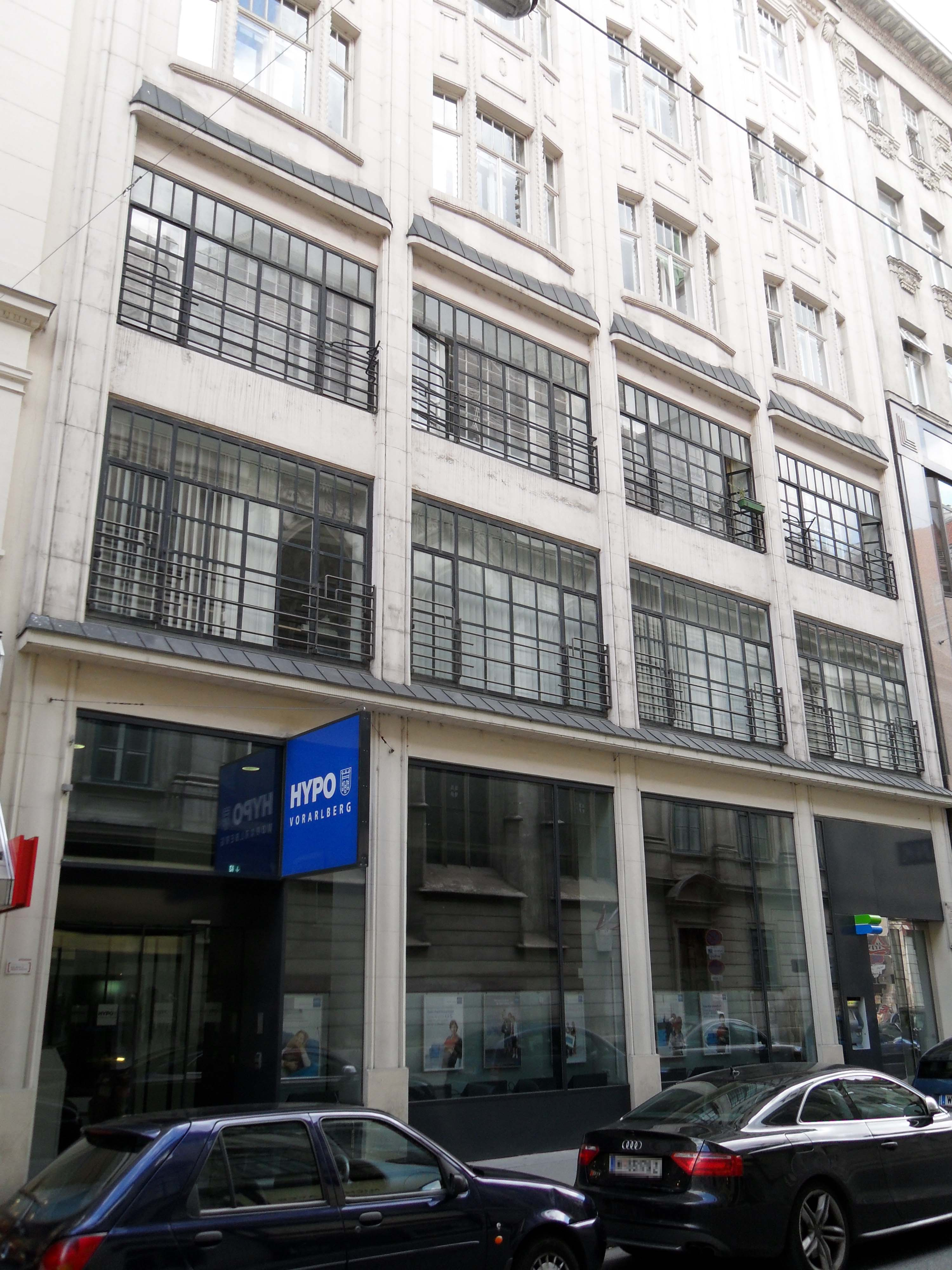
Будинок на вулиці Зінгерштрасе 12 у центрі Відня, де мешкав і помер Ференц Нопча

25 квітня 1933 року Ференц Нопча та його партнер і секретар Баязид Дода покінчили життя самогубством у Відні.
Вільно володів угорською, німецькою, румунською, албанською, сербохорватською мовами.

## Науковий внесок
Ференц Нопча здійснив великий внесок у палеобіологію, систематику динозаврів, викопних черепах, лускатих, птерозаврів, крокодилів, терапсид, амфібій. Також його праці стосувалися польоту птахів, теорії еволюції, палеофізіології і палеогістології, археології, етнології, геології, географії Албанії.
Автор 158 наукових праць, переважна більшість яких написана німецькою (114), а також англійською, угорською й французькою. Більшість праць Нопчі присвячені палеонтології — 101 публікація.
Нарівні зі своїм другом і колегою Фридріхом Гюне, Нопча всебічно досліджував динозаврів: насамперед європейських, але й деяких американських. На відміну від Гюне, він притримувався думки, що птахотазові та ящеротазові динозаври мають спільне близьке походження, відмінне від інших архозаврів. Також Нопча намагався описати за скам'янілими кістками будову незбережених м'яких частин тіла динозаврів, зокрема нервової системи та м'язів, аналізуючи місця прикріплення цих тканин до кісток.
Йому також належить дослідження механізмів руху щелепи динозаврів. Нопча розвивав думку, що деякі динозаври, описані як окремі види, є насправді представниками одного виду, що відрізняються через статевий диморфізм або різні стадії розвитку. Попри те, що чимало описів Нопчі в рамках цієї парадигми виявилися помилковими, сама концепція поліморфізму вимерлих організмів суттєво вплинула на подальші палеонтологічні дослідження.
Нопча описав 25 видів і родів динозаврів, здебільшого з пізньокрейдового острова Хацега, зокрема Magyarosaurus dacus. Вивчивши їхню морфологію, він вивів екологічне правило острівної карликовості, окремий випадок правила Фостера. Також він зробив великий внесок у дослідження біогеографії цього острова.
У 1903—1916 роках здійснив низку експедицій до північної Албанії, де зібрав чималий зоологічний і геологічний матеріал.

## Особисте життя

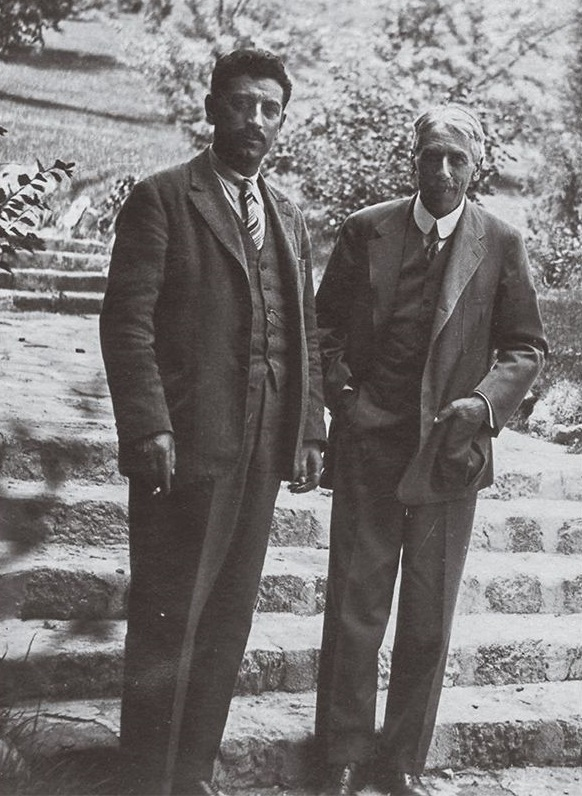
Ференц Нопча й Баязид Дода у 1931 році

Через шляхетне походження та великі статки родини Нопча до кінця Першої світової війни не шукав популярності чи фінансування, а займався тим, що вважав цікавим. Оскільки він був піонером у палеонтології хребетних у Європі, то часто був невисокої думки про читачів власних наукових праць. Нопча вів екстравагантний спосіб життя й часто сприймався сучасниками як зарозуміла людина.
Утім, серед палеонтологів він мав і чимало друзів, зокрема Луї Долло, Вільяма Свінтона, Фридріха Гюне тощо.
Ференц Нопча познайомився з албанцем Баязидом Додою 1906 року. Дода став його особистим секретарем, а також статевим партнером. Вони були разом до смерті в 1933 році

## Наукові праці
- Nopsca F. BR. (1929): Geographie und Geologie Nordalbaniens. — Geologica Hungarica, series Geologica. Tomus III.– Institutum Regni Hungariae Geologicum, Budapest, 704 pp